# Pantheon Fossae
Pantheon Fossae là một tập hợp các máng xuyên tâm trong một khu vực ở giữa lưu vực Caloris trên sao Thủy. Chúng xuất hiện như một bộ địa hào hình thành bởi những đứt gãy mở rộng, với miệng núi lửa 40 km nằm gần trung tâm của cấu trúc. Nguồn gốc chính xác của mẫu máng này hiện chưa được biết. Tính năng này có biệt danh là "Con nhện" trước khi nhận được tên chính thức.
Tên được lấy từ Pantheon ở Rome, một ngôi đền cổ với mái vòm cổ điển. Mái vòm của Pantheon có một loạt các tấm chìm tỏa ra từ một lỗ tròn ở giữa trên đỉnh vòm và Pantheon Fossae của sao THủy gợi nhớ đến mô hình này. Do đó, miệng núi lửa gần trung tâm của Pantheon Fossae hiện được đặt tên là Apollodorus, theo tên của kỹ sư Hy Lạp Apollodorus, người được một số người coi là kiến trúc sư của Pantheon. Các nhà khoa học của MESSENGER đang tranh luận về việc Apollodorus có vai trò trong sự hình thành của Pantheon Fossae hay liệu miệng núi lửa chỉ đơn giản là từ một tác động sau đó xảy ra gần trung tâm của mô hình xuyên tâm.